# Ray Tomlinson
Raymond Samuel Tomlinson (Amsterdam, New York, 1941. április 23. – Lincoln, Massachusetts, 2016. március 5.) amerikai tudós, a programozás úttörője volt. 
Ő hozta létre az első e-mail programot az ARPANET rendszerben 1971-ben, ami az internet elődjének tekinthető egyetemközi hálózat volt. Ezt megelőzően elektronikus levelet csak ugyanannak a számítógépnek a két felhasználója válthatott egymással. A problémát Tomlinson úgy oldotta meg, hogy @-jellel választotta el a gép nevét és a felhasználóét. Azóta használjuk a "kukacot" az e-mail címben.  Tomlinson azóta nemzetközileg úgy ismert, mint az e-mail feltalálója.
Tomlinson küldte a világ első e-mail-jét, de egy korábbi interjúban azt mondta, nem emlékszik már, hogy mit írt benne, de valószínűleg valami olyasmit, hogy qwertyuiop.
Amikor még csak pár száz gép volt a világon ugyanarra a hálózatra kötve, még nem látszott, mekkora hatása lesz az elektronikus levelezésnek, Ma már a legtöbb becslés szerint nagyjából 205 milliárd elektronikus levelet váltunk naponta, és szinte elképzelhetetlen lenne enélkül az életünk. Tomlinson a magyarul kukacnak nevezett szimbólumról azt mondta, hogy 1971-ben teljesen logikus volt, hogy ezt válassza, ugyanis az angol nyelvterületen a @ az at elöljárót jelöli, ami meg azt jelenti, hogy -nál -nél. A @ tehát azt jelölte, hogy a felhasználó milyen kiszolgálóról levelezik.